# トヨタ・HDエンジン
トヨタ・HDエンジンは、トヨタ自動車の水冷直列6気筒ディーゼルエンジンの系列である。
12H-T型エンジンの後継として登場した。すべてにターボチャージャーが組み合わされており、自然吸気仕様の設定はない。

## 概要
- 生産期間
  - 1989年10月 - 2007年9月（国内向け）

## 系譜
- エンジン型式一覧の自動車用エンジンの系譜を参照。

## 型式

### 1HD-T
- 種類：SOHC 12バルブ 直噴 ターボ
- 排気量：4.163L
- 内径×行程：94.0×100.0(mm)
- 圧縮比：18.6
- 参考出力：121kW(165ps)/3,600rpm
- 参考トルク：363N・m(37.0kg・m)/2,000rpm

- 搭載車種（車両型式）
  - （初）ランドクルーザー80系（HDJ80系）
  - コースター（HDB30系）

### 1HD-FT
- 種類：SOHC 24バルブ 直噴 ターボ
- 排気量：4.163L
- 内径×行程：94.0×100.0(mm)
- 圧縮比：18.6
- 参考出力：125kW(170ps)/3,600rpm
- 参考トルク：380N・m(38.7kg・m)/2,500rpm

- 搭載車種（車両型式）
  - ランドクルーザー80系（HDJ80系）
  - コースター（HDB50系）

### 1HD-FTE
- 種類：SOHC 24バルブ 直噴 インタークーラーターボ
- 排気量：4.163L
- 内径×行程：94.0×100.0(mm)
- 圧縮比：18.5
- スペック（1）:151kW(205ps)/3,400rpm  431N・m(44.0kg・m)1800rpm
- （2）140kW(190ps)/3,400rpm  431N・m(44.0kg・m)1,800rpm
- （3）144kW(196ps)/3,200rpm  431N・m(44.0kg・m)/1,200-3,200rpm

- 搭載車種（車両型式）
  - コースター（HDB50系）スペック2
  - ランドクルーザー100系（HDJ100系）スペック1、スペック3
  - ランドクルーザー70系（海外仕様）